# Passeport Nansen
Pour les articles homonymes, voir Nansen.

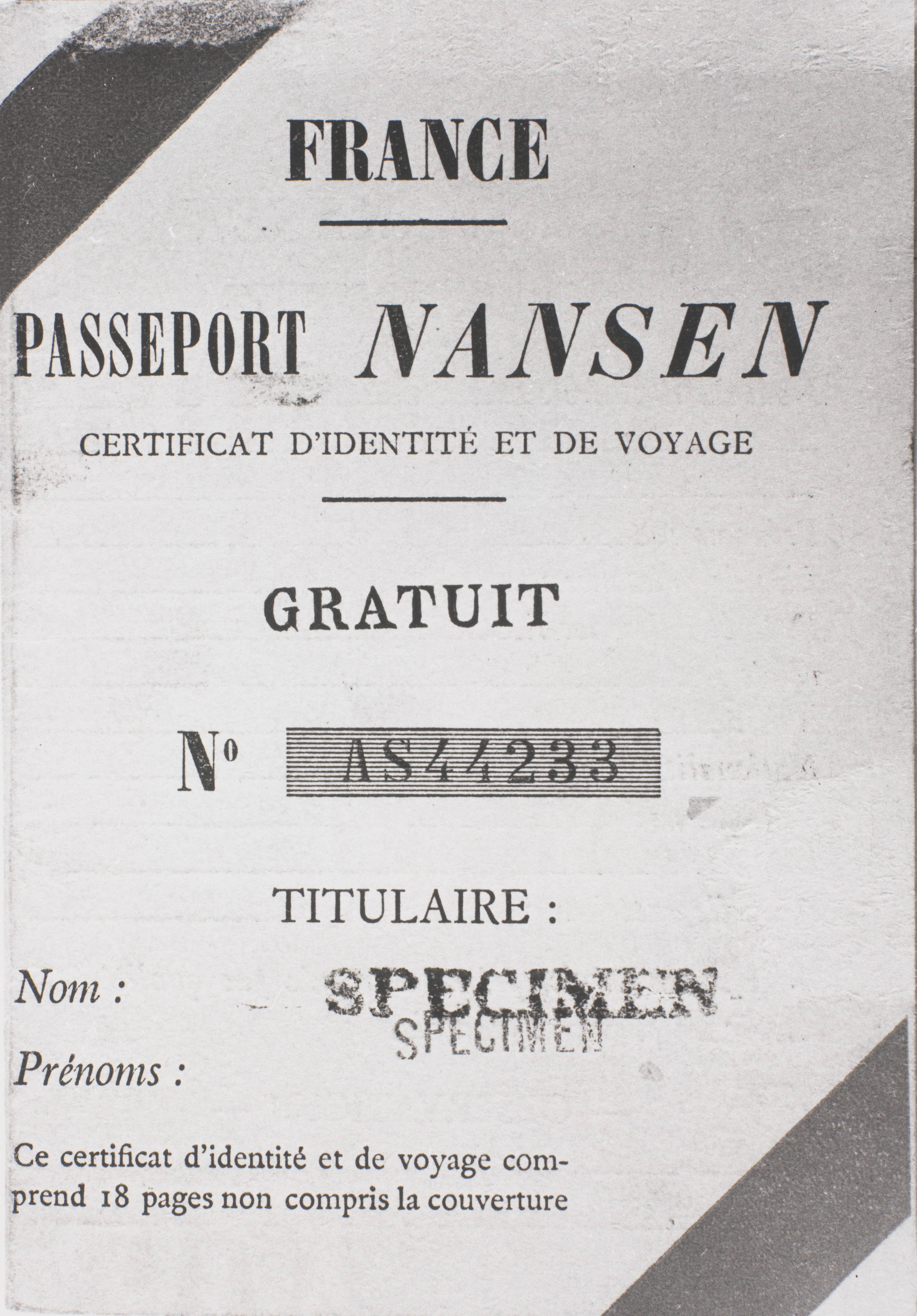
Couverture d'un passeport Nansen.

Le passeport Nansen était entre 1922 et 1945 un document d'identité reconnu par de nombreux États permettant aux réfugiés apatrides de voyager alors que le régime international des passeports qui avait émergé à la faveur de la Première Guerre mondiale assujettissait les déplacements aux formalités douanières et donc à l'obligation d'avoir une citoyenneté.

## Historique
Il a été imaginé en 1921 et créé le 5 juillet 1922 à l’initiative de Fridtjof Nansen, premier Haut-commissaire pour les réfugiés de la Société des Nations, via l’Office international Nansen pour les réfugiés, à l’origine pour les réfugiés de la Russie soviétique fuyant la terreur rouge et/ou la famine soviétique de 1921-1922. Il est considéré comme le « premier instrument juridique utilisé dans le cadre de la protection internationale des réfugiés ».
L'« Office Nansen » délivra des passeports aux Russes blancs, anciens aristocrates, bourgeois, marchands (dont un grand nombre de juifs russes), prétendument koulaks, intellectuels, indépendantistes ukrainiens, anarchistes, socialistes de différentes obédiences (mensheviks, socialistes révolutionnaires...), paysans affamés, tous indistinctement classés comme « éléments contre-révolutionnaires » et devenus apatrides par le décret soviétique du 15 décembre 1921 qui révoque la nationalité de tous les émigrés. Certains parviennent à passer la frontière occidentale de l'URSS vers la Finlande, les pays baltes, la Pologne ou la Roumanie, surtout de nuit, mais bien rares sont ceux qui parviennent à emporter quelque bagage, et beaucoup sont tués, noyés, ou capturés et envoyés au Goulag par les gardes-frontières soviétiques : parmi ceux qui leur échappent, plus d'un est rançonné par les garde-frontière des pays d'accueil avant de recevoir le « passeport Nansen ».
Le prix Nobel de la paix 1922 est décerné à Nansen pour cette création et l'Office international Nansen pour les réfugiés le reçoit en 1938.
La princesse Vera Constantinovna de Russie a gardé son passeport Nansen toute sa vie, tout comme la peintre Zinaïda Serebriakova et la princesse Véra Obolensky, résistante française lors de la Seconde Guerre mondiale. La plupart des Russes de Shanghai et de Kharbine détenaient aussi de tels passeports.
Ce passeport est étendu aux Arméniens qui fuient le génocide en mai 1924, puis, en 1933, aux Assyriens et autres minorités fuyant l'ex-Empire ottoman (en général des minorités chrétiennes ou romaniotes). Le roi d'Espagne Alphonse XIII, après avoir fui l'Espagne le 15 avril 1931 puis avoir été déclaré « hors la loi », coupable de « haute trahison » et déchu de tous ses droits par les Cortes républicaines par la loi du 26 novembre 1931 bénéficiera lui aussi de ce passeport.
Près de 450 000 passeports Nansen ont été distribués pendant l'entre-deux-guerres,.

## Détenteurs notables
| Portrait | Nom Dates de naissance et de décès     | Note |
| -------- | -------------------------------------- | --- |
|          | Sergueï Rachmaninov (1873-1943)        | Sergueï Vassilievitch Rachmaninov, habituellement appelé en France Serge Rachmaninoff, est un compositeur, pianiste et chef d'orchestre né à Semionovo, gouvernement de Novgorod dans l'Empire russe. Il obtient la nationalité américaine peu avant sa mort. |
|          | Georges Gurdjieff (1877-1949)          | Georges Gurdjieff est une célèbre figure de l'ésotérisme de la première moitié du XXe siècle né à Alexandropol, aujourd'hui Gyumri, en Arménie. |
|          | Anna Pavlova (1881-1931)               | Anna Matveïevna (Pavlovna) Pavlova est une ballerine née à Saint-Pétersbourg. |
|          | Igor Stravinsky (1882-1971)            | Igor Fiodorovitch Stravinsky est un compositeur et chef d'orchestre né à Oranienbaum dans l'Empire russe. Il est naturalisé français en 1934, puis américain en 1945.                                                                                         |
|          | Marc Chagall (1887-1985)               | Marc Chagall est un peintre né à Liozna, près de Vitebsk, en Biélorussie (alors intégrée à l'Empire russe), naturalisé français en 1937. |
|          | Vladimir Nabokov (1899-1977)           | Vladimir Vladimirovitch Nabokov est un écrivain (romancier, poète, traducteur et critique littéraire) né à Saint-Pétersbourg. Il est naturalisé américain en 1945.                                                                                            |
|          | Menachem Mendel Schneerson (1902-1994) | Menahem Mendel Schneerson, également connu comme le Rabbi de Loubavitch, est le septième héritier de la dynastie du Hassidisme HaBaD, né à Mykolaïv en Ukraine.                                                                                               |
|          | Aristote Onassis (1906-1975)           | Aristote Socrate Onassis est un célèbre armateur du XXe siècle né à Smyrne dans l'Empire ottoman. |
|          | Missak Manouchian (1906-1944)          | Ouvrier, poète et militant communiste et résistant arménien immigré en France, entré au Panthéon le 21 février 2024 (Hommage solennel de la Nation à Missak Manouchian)                                                                                       |
|          | Otto Skorzeny (1908-1975)              | Otto Skorzeny est un officier de commando de l'Allemagne nazie |
|          | Colonel Thomas Parker (1909-1997)      | De son vrai nom Andreas Cornelis van Kuijk est né à Breda (Pays-Bas) en 1909, mort à Las Vegas (Nevada) en 1997. Homme d'affaires et impresario exclusif du chanteur Elvis Presley.                                                                           |
|          | Robert Capa (1913-1954)                | Robert Capa, né Endre Ernő Friedmann, est un photographe et correspondant de guerre américain né à Budapest (Hongrie). |
|          | Zuzanna Ginczanka (1917-1945)          | Zuzanna Ginczanka, née Sara Ginzburg, est une poétesse polonaise née à Kiev (Ukraine). |
|          | Alexandre Galitch (1918-1977)          | Alexandre Galitch, de son vrai nom Alexandre Aronovitch Ginzburg, est un dramaturge, poète et auteur-compositeur-interprète est né à Ekaterinoslav en Union soviétique (aujourd'hui Dnipropetrovsk, Ukraine).                                                 |
|          | Alexandre Grothendieck (1928-2014)     | Alexandre Grothendieck est un mathématicien, lauréat de la médaille Fields en 1966, né à Berlin. Il est naturalisé français à la fin des années 1970. |
|          | Youri Messen-Jaschin (Né en 1941)      | Youri Messen-Jaschin est un artiste Op Art d'origine lettone né et vivant en Suisse. |

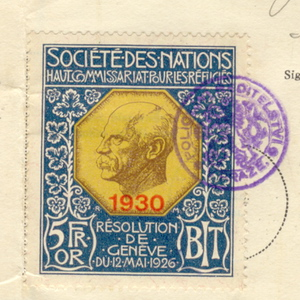
Timbre sur un passeport Nansen.
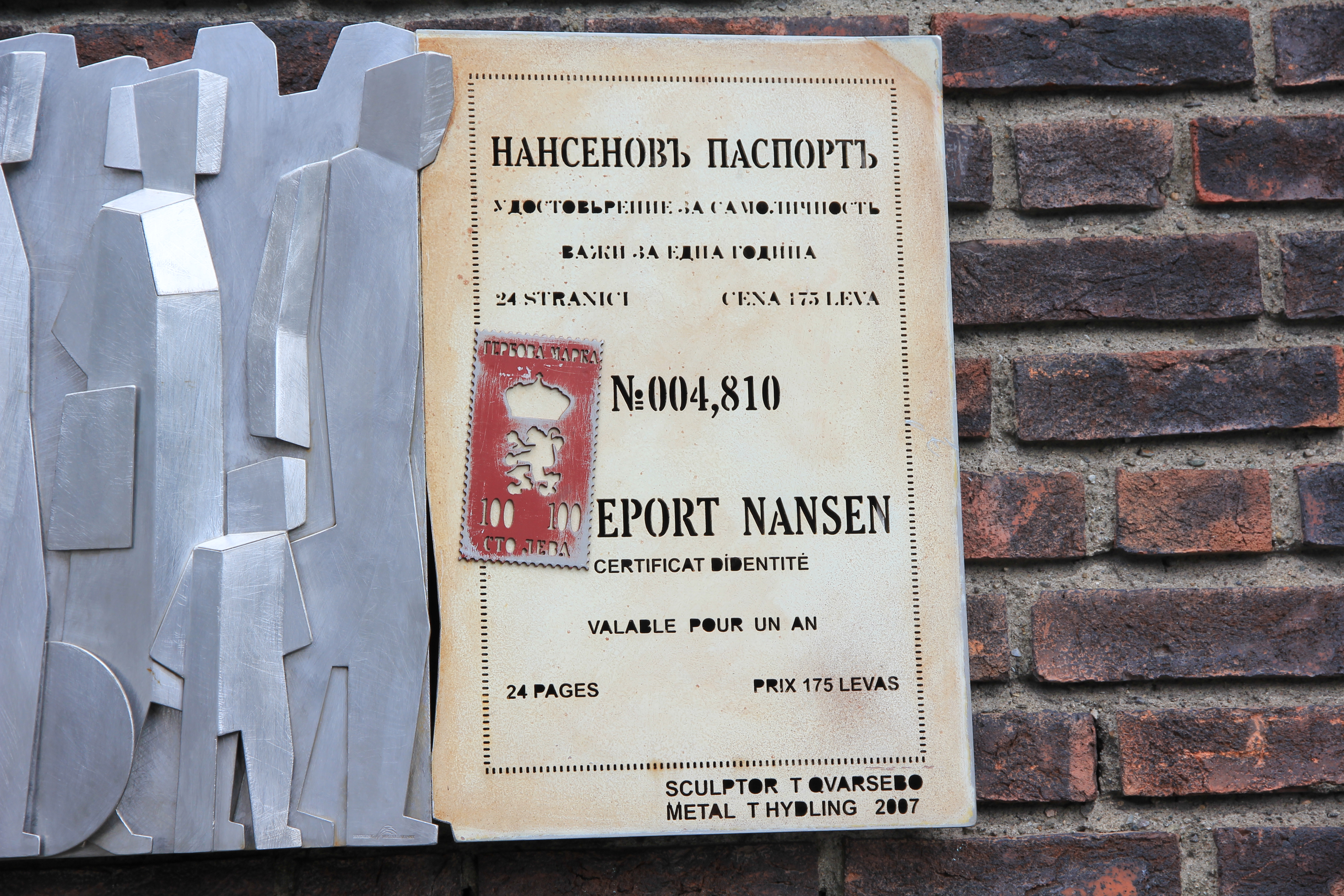
Mur de l'hôtel de ville d'Oslo, Norvège.

## Témoignage de Vladimir Nabokov
L'écrivain Vladimir Nabokov fut l'un des détenteurs célèbres du passeport Nansen. Dans son autobiographie, Autres rivages, il en donne un témoignage intéressant.

« La Société des Nations munissait les émigrés, qui avaient perdu leur citoyenneté russe, d'un passeport dit Nansen, document très accessoire, d'une nuance vert pâle. Son titulaire valait à peine mieux qu'un criminel libéré sur parole et devait passer par d'odieuses épreuves chaque fois qu'il voulait voyager d'un pays dans l'autre, et plus les pays étaient petits, plus ils étaient tatillons. Quelque part dans le fin fond de leurs glandes, les autorités sécrétaient cette notion que peu importait à quel point un État – disons la Russie soviétique – pouvait être mauvais, toute personne ayant fui cet État était intrinsèquement méprisable du fait qu'elle s'était soustraite à toute administration nationale : et par conséquent, on marquait à son endroit la désapprobation absurde avec laquelle certains milieux religieux regardent un enfant né hors mariage. Mais parmi nous, tous ne consentaient pas à être des bâtards et des fantômes. Délectables sont les souvenirs que certains émigrés russes gardent précieusement de la manière dont ils insultèrent ou bernèrent de hauts fonctionnaires dans divers ministries, préfectures et Polizeipraesidiums. »

— Vladimir Nabokov, Autres rivages.
Dans son premier roman, Machenka (1926), l'un des personnages, un vieux poète russe émigré, voulant fuir Berlin après la crise économique de 1923, perd son passeport Nansen, ultime espoir de départ.

## Patrick Modiano et le passeport Nansen
Les passeports Nansen apparaissent plusieurs fois dans l'œuvre de Patrick Modiano, dont les personnages ont souvent ce passé trouble et ces origines incertaines, aux confins de l'Europe de l'entre-deux guerres. Le père de Modiano lui-même semblait posséder un passeport de la Société des Nations. « Qui étais-je au juste ? Mes papiers ? Un faux passeport Nansen. », La Ronde de nuit (1969).

## Les documents qui le remplacent aujourd'hui
Pour obtenir un passeport Nansen, un réfugié devait passer devant une commission d'examen, composée de fonctionnaires et de représentants des exilés. Le passeport Nansen était délivré pour deux ans. Obtenu une première fois, il était renouvelable à vie.
Les passeports Nansen ont cessé d'avoir une valeur légale, d'être délivrés et d'être renouvelés avec la disparition de la Société des Nations en 1946. L'Organisation des Nations unies (ONU) – instituée en 1945 – a mis en place plusieurs dispositifs pour répondre aux situations des réfugiés :
- en 1951, le titre de voyage pour réfugiés relevant de la Convention relative au statut des réfugiés,
- en 1954, le titre de voyage pour apatride relevant de la Convention de New York sur l'apatridie.

Pour les apatrides, réfugiés et migrants en situation irrégulière qui ne relèvent pas des précédentes conventions, certains États délivrent, dans le cadre de la Convention de New York sur la réduction des cas d'apatridie, des documents aux normes OACI qui peuvent permettre de voyager à l'étranger. Chaque État a sa législation propre. En France, c'est le titre de séjour.